# استوبائوس

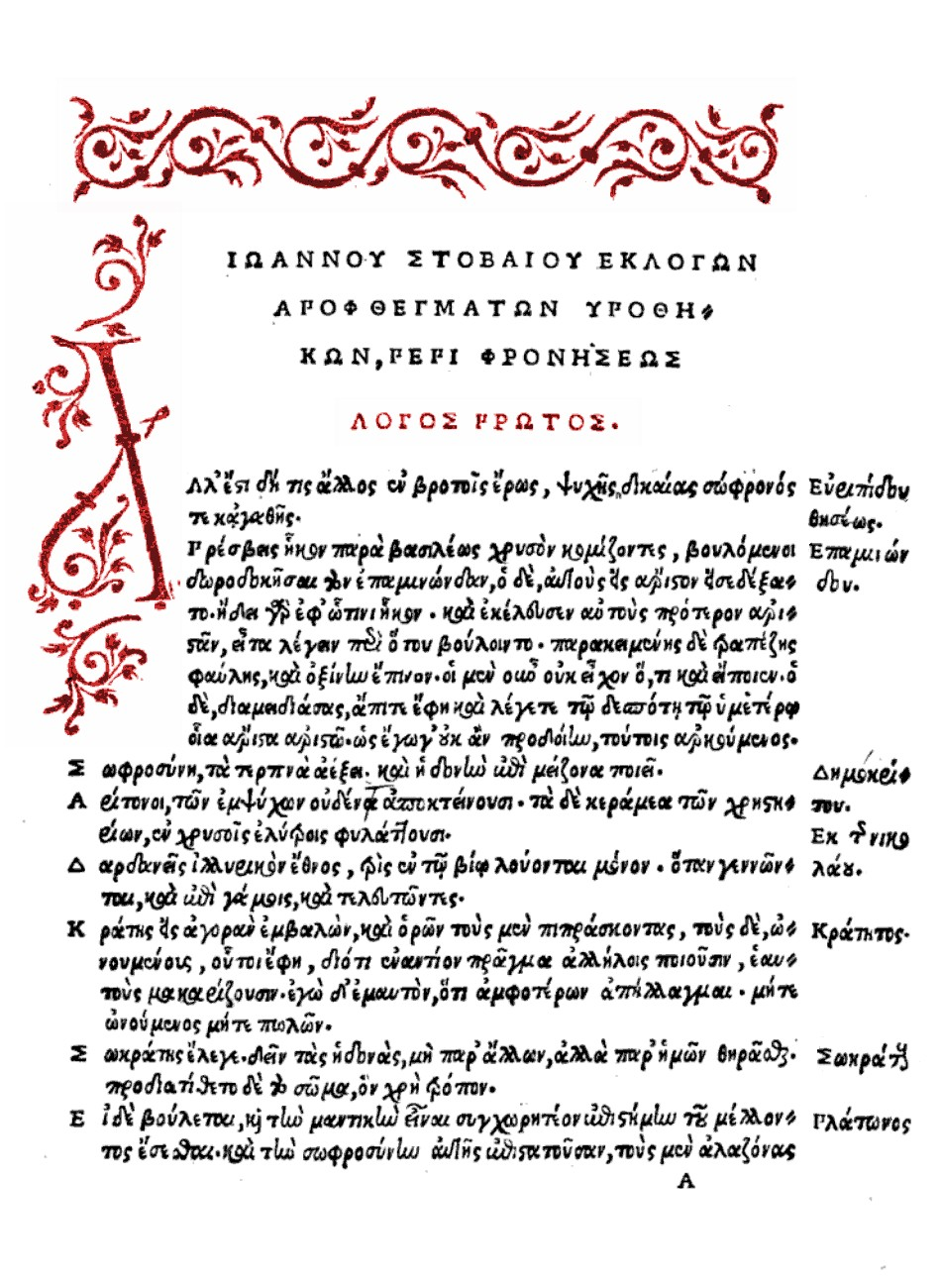
یکی از آثاری که استوبائوس جمع‌آوری کرده‌است

یونیس استوبائوس (‎/dʒoʊˈænɪs stoʊˈbiːəs/‎, زبان یونانی: Ἰωάννης ὁ Στοβαῖος؛ قرن پنجم قبل از میلاد)، از اهالی استوبی در مقدونیه است که گردآورنده مجموعه ای با ارزش از خلاصه آثار نویسندگان یونان باستان بود.
اکنون نسخه‌های مدرن از مجموعه جمع‌آوری شده توسط استوبائوس عنوان گلچین یا آنتولوژی یاد می‌کنند. آنتولوژی استوبائوس حاوی خلاصه آثاری از صدها نویسنده، به ویژه شاعران، مورخان، مدیحه سرایان، فیلسوفان و پزشکان است. موضوعات تحت پوشش از فلسفه طبیعی، دیالکتیک و اخلاق گرفته تا سیاست، اقتصاد و حداکثر حکمت عملی را پوشش می‌دهند. این اثر نویسندگان و آثاری را پوشش می‌دهد که در صورت عدم پرداخته شدن به آن‌ها در این مجموعه، ناشناخته باقی می‌ماندند.